# Michel Garicoïts

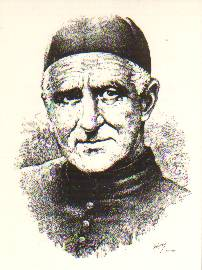
Imagem de Michel Garicoïts.

Michel Garicoïts (Saint-Just-Ibarre, França, 15 de abril de 1797 – Lestelle-Bétharram, França, 14 de maio de 1863) foi um sacerdote católico romano basco francês e fundador da Congregação do Sagrado Coração de Jesus de Bétharram. Ele combateu o jansenismo em sua paróquia devido à ameaça que isso representava para a fé. Ele serviu como professor e pregador e era conhecido por sua fervorosa devoção à Eucaristia e ao Sagrado Coração.
A causa da santidade começou sob o Papa Leão XIII em meados de 1899, ao passo que o Papa Bento XV o nomeou Venerável em 10 de dezembro de 1916, após a confirmação de suas virtudes heróicas. O Papa Pio XI o beatificou em 1923, enquanto o Papa Pio XII o canonizou como santo da Igreja Católica Romana, mais de uma década depois, em 1947.

## Vida

### Origem e infância
Michel Garicoïts nasceu no dia 15 de abril de 1797 em Saint-Just-Ibarre como o primeiro de seis filhos dos camponeses Arnaud Garicoïts e Gratianne Etchéverry. Seus pais permaneceram fiéis ao espírito da fé católica romana durante as perseguições da Revolução Francesa, enquanto também faziam o possível para abrigar padres. Seu pai ajudou padres a fugir da perseguição e os auxiliou a atravessar a fronteira para a Espanha.
No ano de 1801, ele invadiu a casa de seu vizinho e atirou uma pedra em uma mulher que ele acreditava ter prejudicado sua mãe antes de fugir do local. Em 1802, ele roubou um maço de agulhas de um vendedor ambulante, sendo repreendido por sua mãe por conta disso. Em 1804, roubou uma maçã de seu irmão, para o desdém de sua mãe. Em 1806, ele foi enviado para a escola da vila, mas foi retirado dela em 1809 para trabalhar como criado em uma fazenda para obter renda adicional para a família.
Na infância, ele era conhecido por contemplação silenciosa e por cantar salmos enquanto apascentava o gado. Em 1810, ele foi enviado como servo para outra fazenda em Oneix e lá fez sua Primeira Comunhão em 9 de junho de 1811. Foi esse o evento que serviu de gatilho para sua vocação religiosa. Ele decidiu que queria se tornar padre e, assim, voltou à sua cidade natal e disse ao pai: "Eu quero ser padre". Seu pai disse que isso seria impossível devido à má condição financeira da família, respondendo-lhe:"Não! Somos pobres demais". Porém, sua avó materna, Catherine Etchéverry, conhecia um pároco e o convenceu a matricular Garicoïts na escola para estudos antes de se tornar um seminarista. Ele freqüentou a escola em Saint-Palais, onde estudou latim e francês à luz de velas até altas horas da noite, enquanto pagava suas despesas trabalhando com padres e na cozinha do bispo local - o cozinheiro não gostava dele por razões desconhecidas. O pároco Jean Baptiste Borda deu-lhe aulas particulares.

### Ordenação e carreira eclesiástica
Garicoïts iniciou seus estudos para o sacerdócio em Aire-sur-Adour e mais tarde em Dax. Ele foi convidado a ensinar seminaristas em Larressore, apesar de ainda ser aluno. Ele recebeu sua ordenação ao sacerdócio em 20 de dezembro de 1823 na Catedral de Bayonne do arcebispo - e futuro cardeal - Paul-Thérèse-David d'Astros.
Ele foi nomeado cura da cidade de Cambo-les-Bains, não muito longe de onde foi ordenado, e lá esteve presente desde o início de 1824 até o final de 1825, quando foi enviado a Bétharram para ensinar estudos filosóficos. Em 1833, o bispo diocesano interrompeu a educação de seminaristas naquele local por motivo incerto e Garicoïts foi deixado para cuidar daquele santuário mariano e de seus peregrinos. Em 1838, ele fundou sua própria congregação religiosa, a Congregação do Sagrado Coração de Jesus de Bétharram, para todos os sacerdotes e professos irmãos e a dedicou ao Sagrado Coração como um meio de evangelizar as pessoas por meio de missões. Antes de fundá-la, ele participou de um retiro de um mês com os jesuítas em 1832 para orientação e seu diretor espiritual, padre Le Blanc, ajudou a guiá-lo espiritualmente. Garicoïts ajudou Joana Isabel Bichier des Ages a encontrar sua ordem religiosa e, mais tarde, estabelecer a sua própria congregação.

### Morte
O padre Garicoïts morreu por volta das 3 horas da manhã do dia 14 de maio de 1863 devido a uma apoplexia. Ele sofria de problemas de saúde desde 1853 e, em 1859, estava bastante doente, mas se recuperou disso até a Quaresma em 1863, quando sua condição se deteriorou a ponto de ele saber que sua morte estava próxima. Suas palavras finais em um murmúrio baixo foram: "Tenha piedade de mim, Senhor, em Sua grande misericórdia".

### Nome
Seu sobrenome basco é a origem do nome masculino "Garikoitz".

## Santidade
O processo de canonização começou sob o Papa Leão XIII em 15 de maio de 1899 e Garicoïts foi intitulado como Servo de Deus. O Papa Bento XV confirmou que o falecido padre havia vivido uma vida modelo de virtude heróica e o nomeou Venerável em 10 de dezembro de 1916 como resultado. Dois milagres aprovados permitiram ao Papa Pio XI presidir sua beatificação em 10 de maio de 1923, enquanto um decreto retomou a causa em 23 de julho de 1924.
Dois milagres adicionais foram investigados e receberam a validação da Congregação para as Causas dos Santos no dia 17 de julho de 1929. Uma comissão preparatória os aprovou em 13 de abril de 1943, assim como uma comissão geral em 15 de fevereiro de 1944. Posteriormente, em 27 de fevereiro de 1944, o Papa Pio XII confirmou sua santidade. Por fim, Pio XII proclamou Garicoïts como um santo da Igreja Católica Romana em 6 de julho de 1947.